# بوستان هاشمی
بوستان هاشمی در جنوب شیراز و بلوار عدالت شمالی و خیابان شهید سپاسی و در نزدیکی پل عدالت یا چهار راه زندان واقع شده‌است. بوستان هاشمی در روزهای تعطیل به ویژه تابستان و نوروز پذیرای شهروندان شیرازی و دیگر شهرها می‌باشد.